# Francesco Totti
Francesco Totti (* 27. September 1976 in Rom) ist ein ehemaliger italienischer Fußballspieler. Er wurde sowohl im offensiven Mittelfeld als auch im Sturm eingesetzt. In seiner gesamten Profikarriere ist Totti ausschließlich bei der AS Rom aktiv gewesen. Er ist der Spieler mit den meisten Einsätzen (783) und Toren (307) in der Geschichte des Vereins.
Mit seinem Verein gewann Totti im Lauf seiner Karriere die Meisterschaft (2001) und den nationalen Pokal (2007, 2008). Als italienischer Nationalspieler wurde er 2006 Weltmeister in Deutschland. Je zweimal wurde Totti von der italienischen Sportpresse (1998, 2004) und vom italienischen Spielerverband (2000, 2003) als Italiens Fußballer des Jahres ausgezeichnet. Im Jahr 2007 wurde er Torschützenkönig der Serie A und Gewinner des Goldenen Schuhs als bester Torschütze Europas.

## Karriere

### Im Verein

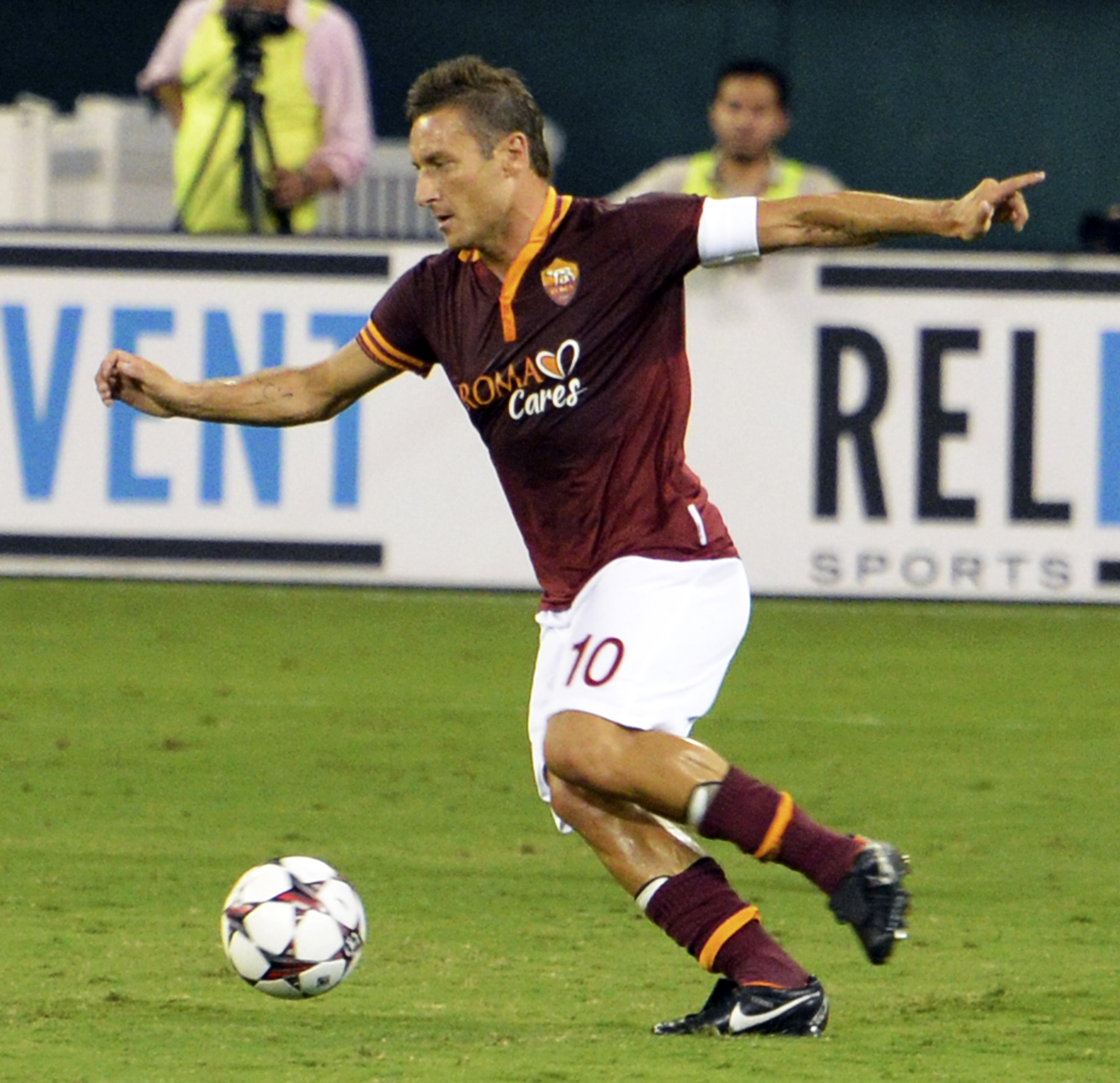
Totti im Trikot des AS Rom (2013)

Sein Debüt in der Serie A gab Totti am 28. März 1993 unter Trainer Vujadin Boškov im Alter von 16 Jahren. In der Saison 1994/95 etablierte er sich im Verein als Stammkraft und erzielte vier Treffer in 21 Spielen. In den nachfolgenden Spielzeiten sorgte er mit starken Leistungen bei den Giallorossi für Furore. In der Saison 2000/01 führte Totti als Kapitän und Spielmacher seine Mannschaft mit 13 Toren schließlich zum ersten Meistertitel in der Serie A seit 1983.
In den folgenden Jahren etablierte sich die AS Rom auch dank Tottis Toren als Spitzenmannschaft. Zwar errang der Verein keinen weiteren Meistertitel, wurde seitdem aber neunmal Vize-Meister (2001/02, 2003/04, 2005/06, 2006/07, 2007/08, 2009/10, 2013/14, 2014/15, 2016/17). In der Spielzeit 2006/07 wurde Totti mit 26 Treffern Torschützenkönig, wobei er 6 Tore Vorsprung auf den Zweitplatzierten hatte. Dank seines persönlichen Torrekordes gewann Totti zudem den Goldenen Schuh Europas mit einem Tor Vorsprung auf Ruud van Nistelrooy von Real Madrid.
Auch in der Coppa Italia waren Totti und die AS Rom erfolgreich: 2003 erreichte der Verein erstmals seit 1993 wieder das Pokalfinale. Von 2005 bis 2008 gelang dies sogar viermal in Serie. 2007 holte die AS Rom dabei erstmals seit 1991 wieder die Coppa. Den Titel verteidigte sie 2008. 2010 scheiterte Rom im Finale an Inter Mailand, Totti selbst wurde nach einer Roten Karte vom Platz gestellt: Er hatte Inter-Stürmer Mario Balotelli in der 88. Minute von hinten brutal getreten. Totti gab anschließend an, er sei von Balotelli mehrfach provoziert worden, während der dunkelhäutige Balotelli angab, Totti habe ihn rassistisch beleidigt.
Am 17. März 2013 übernahm er mit seinem 226. Tor die zweite Position in der ewigen Torschützenliste der Serie A und überflügelte damit Gunnar Nordahl.
Am 3. Mai 2017 gab die AS Rom bekannt, dass Francesco Totti nach Ablauf der Saison 2016/17 seine aktive Karriere beenden wird. Sein letztes Spiel für die AS Rom absolvierte er am 28. Mai 2017 beim Heimspiel gegen den CFC Genua. Zwei Tage später, am 30. Mai 2017, kündigte Totti an, seine Spielerkarriere bei einem anderen Verein fortsetzen zu wollen. Am 17. Juli 2017 gab Totti hingegen das endgültige Ende seiner Profikarriere bekannt.

### Nationalmannschaft
Totti hat von der U-15 bis zur U-21 sämtliche italienischen Jugendnationalmannschaften durchlaufen. Im Juli 1995 wurde er mit der U-18-Auswahl Vize-Europameister und erzielte bei der 1:4-Niederlage gegen Spanien den Ehrentreffer für Italien. Im darauffolgenden Jahr gewann er den U-21-EM-Titel, im Finale ging es wieder gegen die Iberer. Totti erzielte das zwischenzeitliche Führungstor, danach gewann Italien 5:4 im Elfmeterschießen.
Sein Debüt in der A-Nationalmannschaft gab der Römer am 10. Oktober 1998 unter Dino Zoff beim 2:0-Sieg in der EM-Qualifikation gegen die Schweiz in Udine. Seinen ersten Treffer im Trikot der Squadra Azzurra erzielte er am 26. April 2000 im Freundschaftsspiel gegen Portugal (2:0). Im selben Jahr schaffte er bei der Europameisterschaft 2000 in Belgien und den Niederlanden seinen internationalen Durchbruch. Ein Tor erzielte er im Gruppenspiel gegen Belgien (2:0), ein weiteres beim 2:0-Viertelfinalsieg gegen Rumänien. Mit seinem Markenzeichen, dem cucchiaio (eigentlich Löffel; Lupfer), ebnete er Italien im Elfmeterschießen gegen die Niederlande den Weg ins Finale, wo er trotz der 2:1-Niederlage gegen Frankreich zum Spieler des Spiels gewählt wurde.

Totti neben Alessandro Del Piero während der EM 2000

Seine erste Fußball-WM 2002 in Japan und Südkorea verlief unglücklich. Im verlorenen Achtelfinalspiel gegen Südkorea wurde Totti wegen einer fragwürdigen Schwalbe durch den ecuadorianischen Schiedsrichter Byron Moreno mit Gelb-Rot vom Platz gestellt.
Bei der EM 2004 fiel er im Vorrundenspiel gegen Dänemark dadurch negativ auf, dass er Christian Poulsen dreimal anspuckte, nachdem dieser ihn wiederholt provoziert hatte. Den Rest des Turniers erlebte er nur noch auf der Tribüne, da er für drei Spiele gesperrt wurde und Italien das Halbfinale nicht erreichte.
Am 19. Februar 2006 brach er sich beim Ligaspiel gegen den FC Empoli das Wadenbein und zog sich mehrere Bänderrisse im Sprunggelenk zu. Nach der erfolgreichen Operation und dem Einsatz einer mit zwölf Schrauben fixierten Metallplatte im Bein schien seine Teilnahme an der Weltmeisterschaft in Deutschland für einige Zeit gefährdet, knapp einen Monat vor Turnierbeginn konnte er jedoch im italienischen Pokalfinale zwischen Rom und Inter Mailand sein Comeback feiern. Nationaltrainer Marcello Lippi hatte schon zuvor erklärt, dass er auch einen verletzten oder angeschlagenen Totti nach Deutschland mitnehmen würde. Lippi berief ihn am 15. Mai 2006 in das WM-Aufgebot.
Im Achtelfinalspiel der WM 2006 gegen Australien am 26. Juni 2006 verwandelte Francesco Totti nach seiner Einwechslung im einzigen Spiel, bei dem er nicht von Beginn an spielte, den entscheidenden Elfmeter in der Nachspielzeit der zweiten Halbzeit. Er konnte zwar aufgrund seines Trainingsrückstandes nie ganz an seine alte Klasse bei diesem Turnier heranreichen, dennoch stand er bei allen sieben Spielen der Italiener auf dem Platz und hatte mit seinem Elfmetertor und drei Torvorlagen eine wichtige Rolle auf dem Weg zum WM-Titel.
Nach der Weltmeisterschaft in Deutschland hatte Francesco Totti zunächst seinen temporären Rücktritt aus der Nationalmannschaft angekündigt, am 20. Juli 2007 gab er seinen endgültigen Rücktritt bekannt.

### Kultstatus in Rom

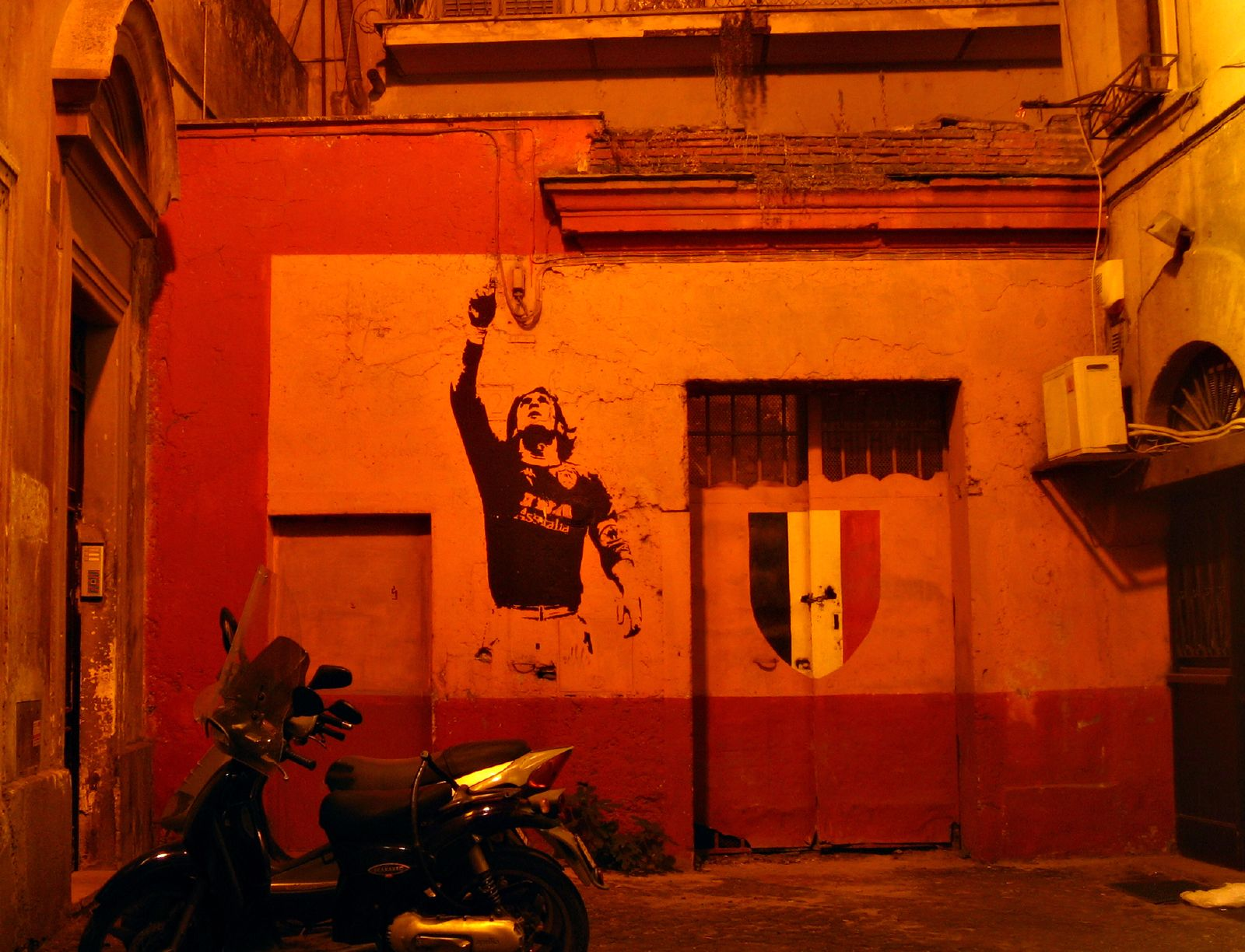
Totti-Graffito in der Altstadt von Rom

Zum Kultstatus von Francesco Totti trägt auch die Tatsache bei, dass er ein „Romano di Roma“, also ein gebürtiger Römer und kein Zugezogener ist. Er spielt seit seiner Jugend bei der AS Rom. Schon durch seine Familie war er fest mit seinem Heimatverein verwurzelt. Als Vertreter von Romas Erzrivalen Lazio Rom den 13-jährigen Francesco anwerben wollten, jagte man sie aus dem Haus. Bereits als Jugendlicher besuchte Totti die Spiele seines Lieblingsvereins im Stadio Olimpico.
Ab der Saison 1997/98 bis zum Ende seiner Karriere in der Saison 2016/17 war er Mannschaftskapitän der „Roma“ und wurde immer mehr zur Identifikationsfigur für die „Romanisti“, die ihn oft nur „Il Capitano“, den Kapitän, nennen. Ein weiterer Spitzname von Totti ist „der achte König Roms“.

## Statistik

### Titel und Erfolge
Nationalmannschaft
- Weltmeister: 2006
- Vize-Europameister: 2000
- U-21-Europameister: 1996
- U-18-Vize-Europameister: 1995
- Mittelmeerspiele: 1997

AS Rom

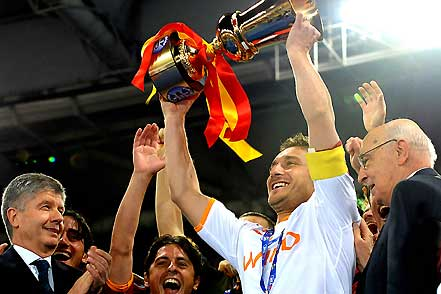
Francesco Totti beim Gewinn der Coppa Italia 2008

- Italienische Meisterschaft: 2000/01
- Italienischer Pokal: 2006/07, 2007/08
- Italienischer Supercup: 2001, 2007

Persönliche Auszeichnungen
- Italiens Fußballer des Jahres: 1998, 2004
- Bester Spieler der Serie A laut Spielerverband: 2000, 2003
- Bester italienischer Spieler der Serie A laut Spielerverband: 2000, 2001, 2003, 2004, 2007
- Bester Nachwuchsspieler der Serie A laut Spielerverband: 1999
- Italiens Stürmer des Jahres: 2007
- Tor des Jahres in Italien: 2005, 2006
- Torschützenkönig (Capocannoniere) der Serie A (26 Treffer): 2007
- Goldener Schuh der UEFA als bester Torjäger Europas: 2007
- Wahl ins All-Star-Team der EM 2000
- Wahl ins All-Star-Team der WM 2006
- Wahl ins ESM-Team des Jahres: 2001, 2002, 2003, 2004, 2007
- FIFA 100
- Golden Foot Award: 2010
- Ritter (2000) und Offizier (2006) des Verdienstordens der Italienischen Republik
- UEFA President’s Award: 2017[9]
- Globe Soccer Player Career Award: 2017[10]

### Einsätze
| Saison  | Meisterschaft | Meisterschaft | Pokal  | Pokal | Europapokal | Europapokal | Supercup | Supercup | Gesamt | Gesamt |
| Saison  | Spiele        | Tore          | Spiele | Tore  | Spiele      | Tore        | Spiele   | Tore     | Spiele | Tore   |
| ------- | ------------- | ------------- | ------ | ----- | ----------- | ----------- | -------- | -------- | ------ | ------ |
| 1992/93 | 3             | 0             | 0      | 0     | 0           | 0           |          |          | 3      | 0      |
| 1993/94 | 8             | 0             | 2      | 0     |             |             |          |          | 10     | 0      |
| 1994/95 | 20            | 4             | 4      | 4     |             |             |          |          | 24     | 7      |
| 1995/96 | 28            | 2             | 1      | 0     | 7           | 2           |          |          | 36     | 4      |
| 1996/97 | 26            | 5             | 1      | 0     | 3           | 0           |          |          | 30     | 5      |
| 1997/98 | 30            | 13            | 6      | 1     |             |             |          |          | 36     | 14     |
| 1998/99 | 31            | 12            | 3      | 1     | 8           | 3           |          |          | 42     | 16     |
| 1999/00 | 27            | 7             | 2      | 0     | 5           | 1           |          |          | 34     | 8      |
| 2000/01 | 30            | 13            | 2      | 1     | 3           | 2           |          |          | 35     | 16     |
| 2001/02 | 24            | 8             | 0      | 0     | 11          | 3           | 1        | 1        | 36     | 12     |
| 2002/03 | 24            | 14            | 5      | 3     | 6           | 3           |          |          | 35     | 20     |
| 2003/04 | 31            | 20            | 0      | 0     | 1           | 0           |          |          | 32     | 20     |
| 2004/05 | 29            | 12            | 7      | 3     | 4           | 0           |          |          | 40     | 15     |
| 2005/06 | 24            | 15            | 2      | 0     | 3           | 2           |          |          | 29     | 17     |
| 2006/07 | 35            | 26            | 5      | 2     | 9           | 4           | 1        | 0        | 50     | 32     |
| 2007/08 | 25            | 14            | 3      | 3     | 6           | 1           | 1        | 0        | 35     | 18     |
| 2008/09 | 23            | 13            | 0      | 0     | 7           | 2           | 1        | 0        | 31     | 15     |
| 2009/10 | 23            | 14            | 2      | 0     | 6           | 11          |          |          | 31     | 25     |
| 2010/11 | 32            | 15            | 0      | 0     | 7           | 2           | 1        | 0        | 40     | 17     |
| 2011/12 | 27            | 8             | 2      | 0     | 2           | 0           |          |          | 31     | 8      |
| 2012/13 | 34            | 12            | 3      | 0     |             |             |          |          | 37     | 12     |
| 2013/14 | 26            | 8             | 3      | 0     |             |             |          |          | 29     | 8      |
| 2014/15 | 27            | 8             | 2      | 0     | 7           | 2           |          |          | 36     | 10     |
| 2015/16 | 13            | 5             | 0      | 0     | 2           | 0           |          |          | 15     | 5      |
| 2016/17 | 18            | 2             | 3      | 1     | 6           | 0           |          |          | 20     | 3      |
| Gesamt  | 619           | 250           | 58     | 18    | 103         | 38          | 5        | 1        | 778    | 307    |

### Rekorde
- Mit seinem 452. offiziellen Spiel für die AS Rom wurde Totti am 11. Februar 2007 gegen den FC Parma zum Vereinsrekordhalter vor Giacomo Losi. Insgesamt absolvierte er 778 Pflichtspiele für den Verein.
- Auch den Klub-Rekord an Serie-A-Einsätzen hält Totti seit dem 27. Februar 2008: Gegen Inter Mailand lief er zum 387. Mal in einem Meisterschaftsspiel für Rom auf und übertraf damit ebenfalls Losi. Seitdem ist die Anzahl von Tottis Ligaeinsätzen auf 597 angewachsen.
- Am 21. Januar 2012 stellte Totti einen neuen Rekord für die meisten für einen Verein erzielten Tore in der Serie A auf. Durch zwei Treffer und insgesamt 211 Tore überbot er die bisherige von Gunnar Nordahl aufgestellte Bestmarke um ein Tor.[11]
- Am 17. März 2013 schoss Totti sein 226. Tor in der Serie A und liegt seitdem in der ewigen Torschützenliste der Serie A hinter Silvio Piola (274 Tore) auf Platz 2.
- Am 30. September 2014 avancierte Totti mit einem Tor im Vorrundenspiel gegen Manchester City zum ältesten Torschützen der UEFA Champions League. Mit 38 Jahren und 3 Tagen löste er Ryan Giggs als Rekordhalter ab.[12]

Stand: 21. April 2016

## Sonstiges
Francesco Totti heiratete am 19. Juni 2005 die Entertainerin Ilary Blasi. Gemeinsam haben sie einen Sohn und zwei Töchter. Beide gaben im Juli 2022 ihre Trennung bekannt.
Ende 2006 haben Totti und seine Ehefrau zwei Figuren in einer Folge der US-amerikanischen Zeichentrickserie Die Simpsons synchronisiert.
Francesco Totti ist seit 2003 ehrenamtlicher UNICEF-Botschafter, die Einnahmen seiner beiden selbstironischen Bücher Tutte le barzellette su Totti (Alle Witze über Totti) und des Buches Mo je faccio er cucchiaio – Il mio calcio (Jetzt mache ich ihm einen Heber rein – Mein Fußball), in dem er den Fußball aus seiner Sicht beschreibt und das autobiographische Züge aufweist, gingen an soziale Projekte der Stadt Rom und der UNICEF.

## Fernsehserie
Totti – Il Capitano, Sky Ticket, 2021.